# W3C
World Wide Web Consortium (W3C) là tổ chức tiêu chuẩn quốc tế chính cho World Wide Web. Được thành lập vào năm 1994 và hiện do Tim Berners-Lee lãnh đạo, hiệp hội này bao gồm các tổ chức thành viên duy trì đội ngũ nhân viên toàn thời gian làm việc cùng nhau trong việc phát triển các tiêu chuẩn cho World Wide Web. Tính đến  ngày 5 tháng 3 năm 2023  , W3C có 462 thành viên.  W3C cũng tham gia vào giáo dục và tiếp cận cộng đồng, phát triển phần mềm và phục vụ như một diễn đàn mở để thảo luận về Web.
Mỗi tiêu chuẩn đi qua bốn giai đoạn: Phác thảo (Working Draft), Chỉnh sửa Cuối cùng (Last Call), Trình chuẩn (Proposed Recommendation) và Chuẩn đủ Tư cách Ứng cử (Candidate Recommendation), trước khi được gọi là Chuẩn Chính thức (Recommendation). Các nhà phát triển trong ngành công nghiệp phần mềm được tự quyết định có theo tiêu chuẩn hay không. Thông thường, nhiều trong số họ theo các tiêu chuẩn này.

## Lịch sử
World Wide Web Consortium (W3C) được thành lập vào năm 1994 bởi Tim Berners-Lee sau khi ông rời Tổ chức nghiên cứu hạt nhân châu Âu (CERN) vào tháng 10 năm 1994. Nó được thành lập tại Phòng thí nghiệm khoa học công nghệ Massachusetts (MIT/LCS) với sự hỗ trợ của Ủy ban Châu Âu, Cơ quan Dự án Nghiên cứu Quốc phòng Tiên tiến (DARPA), đã tiên phong phát triển ARPANET, một trong những tiền thân của Internet. Trụ sở được đặt tại Quảng trường Công nghệ cho đến năm 2004, khi nó được chuyển đi, cùng với MIT CSAIL, đến Trung tâm Stata.
Tổ chức cố gắng thúc đẩy sự tương thích và đồng thuận giữa các thành viên cùng ngành trong việc áp dụng các tiêu chuẩn mới được xác định bởi W3C. Các phiên bản HTML không tương thích được cung cấp bởi các nhà cung cấp khác nhau, gây ra tình trạng không đồng nhất khi hiển thị các trang web. Hiệp hội cố gắng để tất cả các nhà cung cấp đều thiết lập một tập hợp các nguyên tắc và thành phần cốt lõi được W3C lựa chọn.
Ban đầu dự định CERN sẽ là đầu mối chi nhánh W3C ở châu Âu; tuy nhiên, CERN muốn tập trung vào vật lý hạt chứ không phải công nghệ thông tin. Vào tháng 4 năm 1995, Viện Nghiên cứu Khoa học Máy tính và Tự động hóa Pháp (INRIA) đã trở thành đầu mối ở châu Âu của W3C, với Viện Nghiên cứu Đại học Keio tại SFC (KRIS) trở thành đầu mối ở châu Á vào tháng 9 năm 1996. Bắt đầu từ năm 1997, W3C đã tạo ra các văn phòng khu vực trên khắp thế giới. Tính đến tháng 9 năm 2009, tổ chức đã có mười tám văn phòng quanh thế giới bao gồm Úc, Hà Lan, Luxembourg, Bỉ, Brazil, Trung Quốc, Phần Lan, Đức, Áo, Hy Lạp, Hồng Kông, Hungary, Ấn Độ, Israel, Ý, Hàn Quốc, Morocco, Nam Phi, Tây Ban Nha, Thụy Điển và,mới bổ sung thêm Vương quốc Anh và Ireland vào năm 2016.
Vào tháng 10 năm 2012, W3C đã triệu tập một cộng đồng những nhà phát triển và nhà xuất bản web lớn để thiết lập một MediaWiki wiki  có vai trò hệ thống lại các tiêu chuẩn web mở được gọi là WebPlatform và WebPlatform Docs.
Vào tháng 1 năm 2013. Đại học Beihang trở thành văn phòng ở Trung Quốc.

## Quá trình phát triển của các đặc tả kỹ thuật
W3C phát triển các đặc tả kỹ thuật cho HTML5, CSS, SVG, WOFF, công nghệ Semantic Web, XML và các công nghệ khác. Đôi khi, khi một đặc tả  quá lớn, nó được chia thành các mô-đun độc lập có thể phát triển theo tốc độ của riêng chúng. Các phiên bản tiếp theo của mô-đun hoặc thông số kỹ thuật được gọi là cấp độ và được biểu thị bằng số nguyên đầu tiên trong tiêu đề (ví dụ: CSS3 = Cấp độ 3). Các sửa đổi tiếp theo trên mỗi cấp được biểu thị bằng một số nguyên theo dấu thập phân (ví dụ: CSS2.1 = Phiên bản 1).
Quá trình hình thành tiêu chuẩn W3C được xác định trong tài liệu quy trình W3C, phác thảo bốn mức phát triển mà qua đó mỗi tiêu chuẩn hoặc khuyến nghị mới phải trải qua.

### Dự thảo hoạt động (WD)
Sau khi đã thu thập đủ nội dung từ 'bản nháp của biên tập viên và qua quá trình thảo luận, một đặc tả có thể được xuất bản dưới dạng bản nháp (Working draft) để cộng đồng xem xét. Tài liệu WD là hình thức đầu tiên của tiêu chuẩn được công khai. Tất cả các bình luận đều được chấp nhận, mặc dù không có lời hứa hẹn về các hành động tuơng ứng với từng nhận xét sẽ được thực hiện bao giờ và như thế nào.
Ở giai đoạn này, tài liệu tiêu chuẩn có thể có sự khác biệt đáng kể so với bản cuối cùng của nó. Như vậy, bất cứ ai phát triển các tiêu chuẩn đang ở dạng WD nên sẵn sàng thực hiện nhiều thay đổi đáng kể trong quá trình phát triển tiêu chuẩn.

### Đề xuất ứng viên (CR)
Đề xuất ứng cử viên là phiên bản của một tiêu chuẩn trưởng thành hơn WD. Tại thời điểm này, nhóm chịu trách nhiệm về tiêu chuẩn đã hài lòng rằng tiêu chuẩn đáp ứng được mục tiêu của nó. Mục đích của CR là kêu gọi sự hỗ trợ từ cộng đồng phát triển về việc thực hiện tiêu chuẩn như thế nào.
Tài liệu tiêu chuẩn có thể tiếp tục có thay đổi, nhưng tại thời điểm này, các tính năng quan trọng chủ yếu được quyết định. Thiết kế của các tính năng này vẫn có thể thay đổi do phản hồi từ người thực hiện.

### Đề xuất (PR)
Một đề xuất là phiên bản của một tiêu chuẩn đã vượt qua hai cấp độ trước đó. Những người sử dụng tiêu chuẩn cung cấp dữ liệu đầu vào. Ở giai đoạn này, tài liệu được đệ trình lên Hội đồng tư vấn W3C để phê duyệt lần cuối.
Mặc dù bước này rất quan trọng, nhưng nó hiếm khi gây ra bất kỳ thay đổi đáng kể nào đối với một tiêu chuẩn khi nó chuyển sang giai đoạn tiếp theo.

### Đề xuất W3C (REC)
Đây là giai đoạn phát triển trưởng thành nhất. Tại thời điểm này, tiêu chuẩn đã trải qua quá trình xem xét và thử nghiệm rộng rãi, trong cả điều kiện lý thuyết và thực tiễn. Tiêu chuẩn này hiện được W3C xác nhận, cho thấy sự sẵn sàng triển khai ra đại chúng và khuyến khích sự hỗ trợ rộng rãi hơn giữa những người thực hiện và tác giả.
Các khuyến nghị đôi khi có thể được thực hiện không chính xác, một phần hoặc hoàn toàn không, nhưng nhiều tiêu chuẩn xác định hai hoặc nhiều mức độ tuân thủ mà các nhà phát triển phải tuân theo nếu họ muốn gắn nhãn sản phẩm của họ là tuân thủ W3C.

### Các điều chỉnh sau
Một khuyến nghị có thể được cập nhật hoặc mở rộng bằng các bản nháp hoặc soạn thảo kỹ thuật được xuất bản riêng cho đến khi có đủ các chỉnh sửa đáng kể để tạo ra một phiên bản mới hoặc mức độ khuyến nghị. Ngoài ra, W3C xuất bản các loại ghi chú thông tin khác nhau sẽ được sử dụng làm tài liệu tham khảo.

### Chứng nhận
Không giống như ISOC và các cơ quan tiêu chuẩn quốc tế khác, W3C không có chương trình chứng nhận. Hiện tại, W3C đã quyết định rằng không phù hợp để bắt đầu một chương trình như vậy, do rủi ro tạo ra nhiều nhược điểm cho cộng đồng hơn là lợi ích.

## Quản trị viên
Hiệp hội được phối hợp quản lý bởi Phòng thí nghiệm trí tuệ nhân tạo và khoa học máy tính MIT (CSAIL, đặt tại Trung tâm Stata) ở Hoa Kỳ, Hiệp hội nghiên cứu về tin học và toán học châu Âu (ERCIM) (tại Sophia Antipolis, Pháp), Đại học Keio (tại Nhật Bản) và Đại học Beihang (tại Trung Quốc). W3C cũng có văn phòng tại mười tám khu vực trên thế giới. Văn phòng W3C làm việc với các cộng đồng  phát triển web tại khu vực của họ để quảng bá các công nghệ W3C bằng ngôn ngữ địa phương, mở rộng cơ sở địa lý của W3C và khuyến khích sự tham gia của quốc tế vào các hoạt động của W3C.
W3C có một đội ngũ nhân viên 70-80 người trên toàn thế giới vào năm 2015. W3C được điều hành bởi một nhóm quản lý phân bổ các nguồn lực và chiến lược thiết kế, do Giám đốc điều hành Jeffrey Jaffe (kể từ tháng 3 năm 2010), cựu CTO của Novell. W3C cũng bao gồm một ban cố vấn hỗ trợ trong các vấn đề chiến lược và pháp lý và giúp giải quyết xung đột. Phần lớn công việc tiêu chuẩn hóa được thực hiện bởi các chuyên gia bên ngoài trong các nhóm làm việc khác nhau của W3C.

## Thành viên
Hiệp hội được điều hành bởi các thành viên của nó. Danh sách các thành viên có sẵn cho công chúng. Thành viên bao gồm các doanh nghiệp, tổ chức phi lợi nhuận, trường đại học, các tổ chức chính phủ và cá nhân.
Yêu cầu thành viên là minh bạch ngoại trừ một yêu cầu: Đơn đăng ký làm thành viên phải được W3C xem xét và phê duyệt. Nhiều hướng dẫn và yêu cầu được nêu chi tiết, nhưng không có hướng dẫn cuối cùng về quy trình hoặc tiêu chuẩn mà cuối cùng thành viên có thể được phê duyệt hoặc từ chối.
Chi phí thành viên là một dải không cố định, tùy thuộc vào đặc điểm của tổ chức áp dụng và quốc gia nơi nó được đặt. Các quốc gia được phân loại theo nhóm gần đây nhất của Ngân hàng Thế giới theo GNI (Tổng thu nhập quốc dân) trên đầu người.

## Sự chỉ trích
Vào năm 2012 và 2013, W3C đã bắt đầu xem xét thêm Tiện ích mở rộng phương tiện mã hóa dành riêng cho DRM (EME) vào HTML5, vốn bị chỉ trích là chống lại tính mở, giảm khả năng tương tác và tính trung lập của nhà cung cấp và chỉ sử dụng trên các trang web riêng biệt được xây dựng với các tiêu chuẩn W3C từ các trang web yêu cầu nhúng Flash độc quyền.
Vào ngày 18 tháng 9 năm 2017, W3C đã xuất bản thông số kỹ thuật EME dưới dạng Khuyến nghị, dẫn đến sự rút lúi của Tổ chức biên giới điện tử khỏi W3C.

## Tiêu chuẩn
Các tiêu chuẩn W3C / IETF (bộ giao thức Internet):
- ActivityPub
- CGI
- CSS
- DOM
- EME
- GRDDL
- HTML
- JSON-LD
- MathML
- OWL
- P3P
- PROV
- RDF
- SISR
- SKOS
- SMIL
- SOAP
- SPARQL
- SRGS
- SSML
- SVG
- VoiceXML
- WAI-ARIA
- WCAG
- WebAssembly
- WSDL
- XForms
- XHTML
- XHTML+Voice
- XML
- XML Events
- XML Information Set
- XML Schema
- XPath
- XQuery
- XSL-FO
- XSLT
- XTiger